# Queen Creek, Arizona
Queen Creek je gradić u američkoj saveznoj državi Arizona. Prema popisu stanovništva iz 2010. u njemu je živjelo 26,361 stanovnika.